# Michaela Králiková
Michaela Králiková (* 1985) je slovenská kuchařka, finalistka pořadu MasterChef.
V první sérii kulinářské talentové show MasterChef vysílané společně TV Nova a TV Markíza v roce 2012 se Michaela Králiková probojovala z tisícovky amatérských kuchařů a kuchařek do výběru nejlepších 20. Ve finále soutěže vysílaném 7. prosince 2012, které sledovalo v Česku více než 760 tisíc diváků, se umístila na druhém místě.